# لارب
لارب (بالتايلندية: ลาบ)‏ (بالإنجليزية: Larb)‏ هو نوع من سلطات اللحوم والذي يعتبر الطبق الرسمي والوطني في لاوس، يتم أيضا تناوله في منطقة «إيسان» في تايلاند حيث غالبية السكان من أصل «لاو» ومن «شعب الهمونغ» ذات الأقلية العرقية في لاوس وتايلاند.
تنتشر أيضاً في مطابخ شعوب تاي في ولاية شان ويورما ومقاطعة يونان في الصين مع المتغيرات المحلية للأعشاب.